# Veľká Bránica (potok)

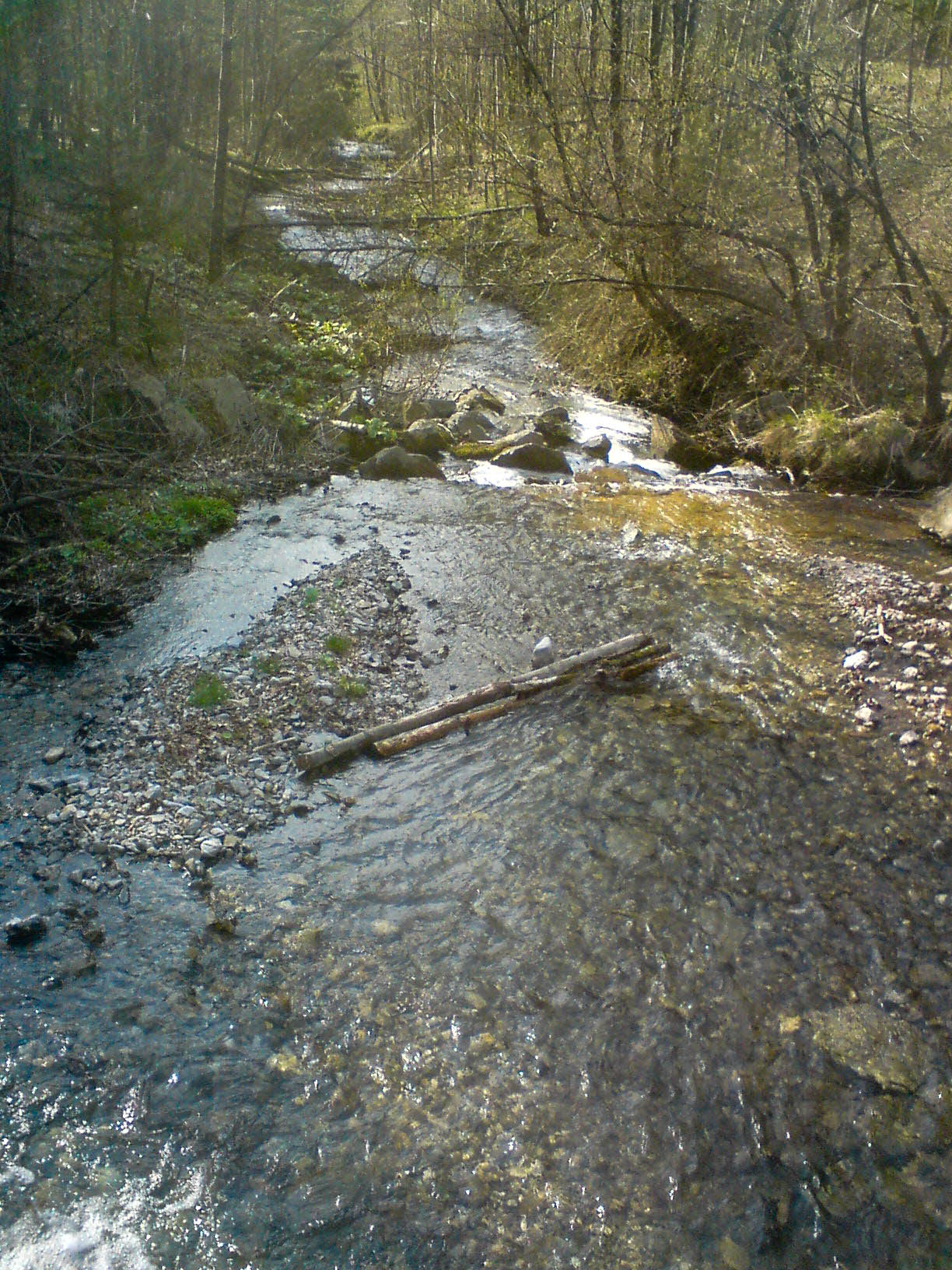
Bránica

Veľká Bránica lub Bránica – potok, lewy dopływ rzeki Varínka na Słowacji. Jest ciekiem wodnym IV rzędu i ma długość 6,9 km. Najwyżej położone źródła ma na północnych stokach głównej grani Małej Fatry Krywańskiej, pod przełęczą Bublen, Koniarkami i wzniesieniem Hole. Największym dopływem jest niewielki potok spływający spod przełęczy Príslop. Veľká Bránica spływa w północno-zachodnim kierunku doliną Veľká Bránica i w należącej do miejscowości Belá osadzie Bránica łączy się z potokiem Malá Branica spływającym równoległą doliną Malá Bránica. Powstaje potok Bránica, który zmienia kierunek na północny i na wysokości ok. 459 m uchodzi do Varínki. 
Większa część zlewni potoku Veľká Bránica znajduje się na zalesionym obszarze doliny Veľká Bránica. Znaczna część  orograficznie prawych zboczy tej doliny objęta jest ochrona ścisłą (rezerwat przyrody Veľká Bránica). Dopiero po wypłynięciu z Małej Fatry potok na krótkim odcinku płynie przez bezleśne i zabudowane obszary miejscowości Belá.